# Thonnelle
Thonnelle é uma comuna francesa na região administrativa de Grande Leste, no departamento de Meuse. Estende-se por uma área de 6,09 km². Em 2010 a comuna tinha 125 habitantes (densidade: 20,5 hab./km²).